# Rezső Emődi
Rezső Emődi (9 marzo 1903 – 7 febbraio 1976) è stato un calciatore ungherese, di ruolo difensore.

## Carriera

### Nazionale
Ha collezionato 1 presenza con la maglia della Nazionale.